# Sharon Bowles
Sharon Margaret Bowles, baronessa Bowles of Berkhamsted (ur. 12 czerwca 1953 w Oksfordzie) – brytyjska polityk, posłanka do Parlamentu Europejskiego VI i VII kadencji, par dożywotni.

## Życiorys
Ukończyła w 1974 studia z zakresu fizyki chemicznej i matematyki na University of Reading. Następnie prowadziła badania naukowe na Uniwersytecie w Oksfordzie. Odbyła kurs agenta patentowego, od 1981 praktykowała jako specjalistka ds. własności przemysłowej (patentów i znaków towarowych).
Zaangażowała się w działalność Liberalnych Demokratów, w pierwszej połowie lat 90. była sekretarzem jednego z regionów partii. Dwukrotnie bez powodzenia kandydowała do Izby Gmin. W 2005 została wiceprzewodniczącą Międzynarodówki Liberalnej. W tym samym roku objęła wakujący mandat deputowanej do Parlamentu Europejskiego. W wyborach w 2009 skutecznie ubiegała się o reelekcję. W VII kadencji przystąpiła ponownie wraz z liberałami do grupy Porozumienia Liberałów i Demokratów na rzecz Europy, została też przewodniczącą Komisji Gospodarczej i Monetarnej. W PE zasiadała do 2014.
W 2015 otrzymała tytuł baronessy Bowles of Berkhamsted i jako par dożywotni zasiadła w Izbie Lordów.